# Aftokinitodromos 65
Der Aftokinitodromos 65 / Αυτοκινητόδρομος 65 (griechisch für ‚Autobahn 65‘) in Griechenland, auch bekannt als Egaleo-Ring, ist eine Querspange der Attiki Odos (Aftokinitodromos 6; Europastraße 94) im Osten des Berges Egaleo westlich von Athen.

## Verlauf
Die Autobahn 65 verläuft auf der Trasse der Nationalstraße 65 von Nord nach Süd. Sie verbindet Ano Liossa mit den dortigen Olympiastätten mit Aspropyrgos an der Grenze des Saronischen Golfs.

## Bau & Ausbau

### Bau
Die Autobahn 65 wurde im Rahmen des Baus der Attiki Odos (Autobahn 6) gebaut.

### Ausbaustand
Die gesamte Strecke verfügt über zwei Spuren und eine Standspur je Richtungsfahrbahn.